# Croix-menhir de Mendigoules
La croix-menhir de Mendigoules, est un menhir situé sur la commune de Tence dans le département français de la Haute-Loire.

## Historique
L'édifice est inscrit au titre des monuments historiques par arrêté du 5 janvier 1989.

## Description
Le menhir se trouve le long de la RD 500. Il a subi des dommages lorsqu'un véhicule a dévié de la route, mais a depuis été restauré et déplacé vers le nord sur une distance de plusieurs centaines de mètres.